# سیارک ۲۲۸۶۳
سیارک ۲۲۸۶۳ (به انگلیسی: 22863 Namarkarian، نامگذاری:1999RJ152) بیست و دو هزار و هشتصد و شصت و سومین سیارک کشف شده‌است که در ۹ سپتامبر ۱۹۹۹ کشف شد.
قدر مطلق سیارک برابر ۱۲.۳ است.